# اسکار برگی
اسکار برگی (انگلیسی: Oscar Beregi؛ ۲۴ ژانویهٔ ۱۸۷۶ – ۱۸ اکتبر ۱۹۶۵) هنرپیشه اهل مجارستان بود.
از فیلم‌ها یا برنامه‌های تلویزیونی که وی در آن نقش داشته است می‌توان به نفرین اشاره کرد.